# 釧北臨時乘降場

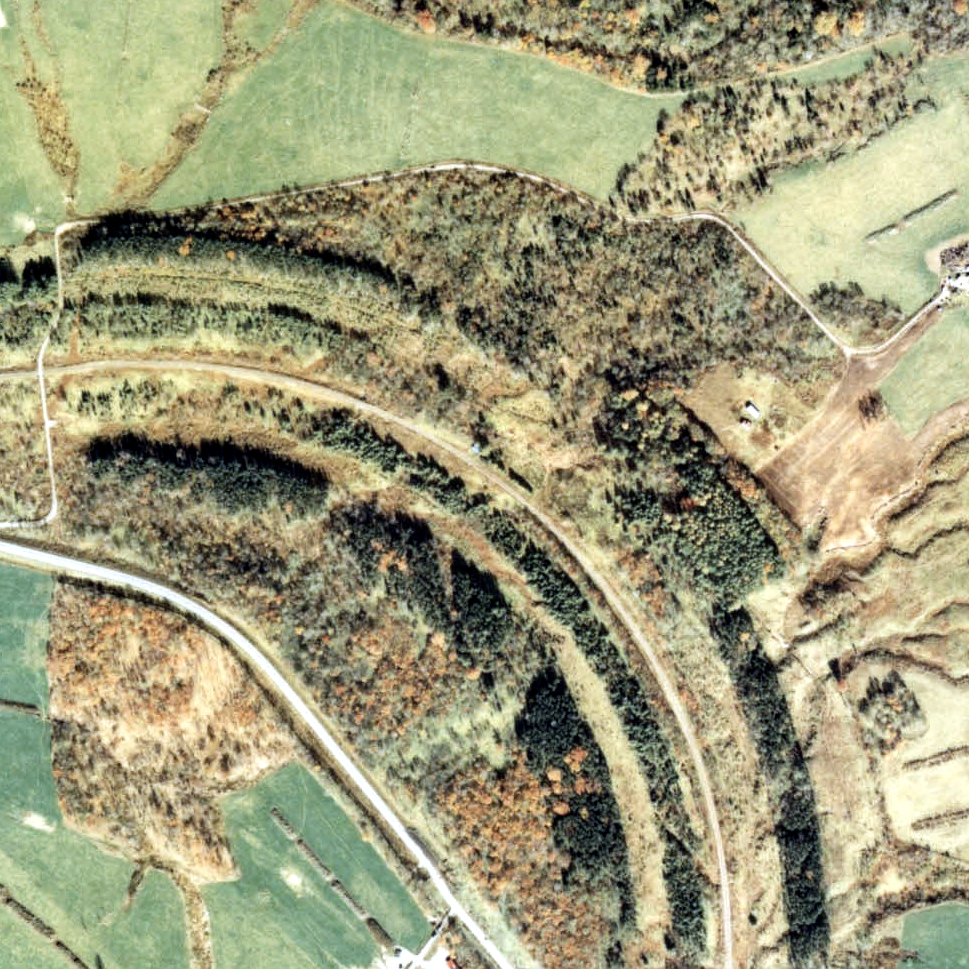
1977年的釧北號誌站/臨時乘降場遺址與方圓約1公里範圍。左邊是置戶方向，下方是小利別方向。圖中所見，號誌站/臨時乘降場建設於彎道上。在彎道外側有一條小路。在附近的路基較寬，這是由於該路段曾經是雙線區間。

釧北臨時乘降場（日语：／ Sempoku karijōkō-ba */?）是位於北海道常呂郡置戶町字置戶，日本國有鐵道的網走本線臨時乘降場（廢站）。在這個位置曾經也設置了釧北號誌站。

## 概要
在大正元年，網走本線（後來池田至北見之間的路段改名為池北線。）全線開通後，於釧北峠（現時：池北峠）設置了釧北號誌站，該處設有維護路線的設置。當時維護路線的約20名職員常駐在號誌站內。該號誌站在昭和初期廢除。留下了維護路線職員宿舍。在戰後為了一個家族而設置了臨時乘降場。該臨時乘降場比起其他臨時乘降場較早廢除。

## 歷史
- 1916年（大正5年）11月1日 - 鐵道院網走本線釧北號誌站啟用[2]。
- 1921年（大正10年）8月5日 - 變成了鐵道省網走本線的號誌站。
- 1922年（大正11年）4月1日 - 號誌站從變成了[2]。
- 1931年（昭和6年）4月7日 - 號誌站關閉[2]。
- 日期不詳 - 廢除[2]。
- 1948年（昭和23年）7月1日 - 為了維護路線事務所（線路班）的有關人士通勤、上學需要，部分列車停靠此站[2]。
- 日時不詳 - 日本國有鐵道網走本線設置釧北臨時乘降場（局設定）[2]。
- 1957年（昭和32年）6月1日 - 臨時乘降場廢除[2]。

## 構造
釧北號誌站是設有雙線區間，沒有上落客的設備。號誌站內的路軌彎位半徑為600米。號誌站設置於置戶村（當時）和淕別村（當時）的中間。號誌站小屋設置於置戶方向的右邊，在彎位外側靠近置戶村一方。

## 相鄰車站
日本國有鐵道
網走本線
小利別－釧北臨時乘降場－置戶

## 注腳
1. ↑  置戶町史 上卷 昭和60年8月發行 P733。
2. 1 2 3 4 5 6 7  停車場變遷大事典 國鐵・JR編II 1998年10月 JTB發行。
3. ↑  昭和3年版 路線一覧略圖 札幌鐵道局發行。